# Jack Buchanan
Jack Buchanan, född 2 april 1891 i Helensburgh, Skottland, död 20 oktober 1957 i London på grund av cancer i ryggraden, var en brittisk musikalartist. Mycket framgångsrik på scen och film i såväl England som USA. Han byggde också en egen teater i London, the Leicester Square Theatre 1930. Buchanan är mest känd för den amerikanska filmen Den stora premiären, 1953.

## Filmografi
- 1917 – Auld Lang Syne
- 1919 – Her Heritage
- 1923 – The Audacious Mr Squire
- 1925 – Vid paradisets port
- 1926 – Settled Out of Court
- 1926 – Bulldog Drummond's Third Round
- 1927 – Confetti
- 1928 – Toni
- 1929 – Det glada Paris (USA)
- 1929 – The Show of Shows (USA)
- 1930 – Monte Carlo (USA)
- 1931 – Lord Williams sommarsvärmeri
- 1932 – God natt, sköna Wien
- 1933 – Yes, Mr. Brown (+regi)
- 1933 – That's a Good Girl (+regi)
- 1935 – Brewster's Millions
- 1935 – Come Out of the Pantry
- 1936 – Bland bålde riddersmän
- 1937 – This'll Make You Whistle
- 1937 – Smash and Grab
- 1937 – The Sky's the Limit (+producent)
- 1937 – Sweet Devil (producent)
- 1938 – Den döde tar till flykten (+producent +regi)
- 1939 – The Gang's All Here (+producent)
- 1939 – Flottans farliga flickor
- 1939 – Bulldog Drummond Sees It Through
- 1953 – Den stora premiären (USA)
- 1955 – Hans vilda döttrar
- 1955 – Josephine and Men
- 1955 – Hans franska fru (Frankrike)